# Adenopterus gressitti
Adenopterus gressitti är en insektsart som först beskrevs av Otte, D. 1987.  Adenopterus gressitti ingår i släktet Adenopterus och familjen syrsor. Inga underarter finns listade i Catalogue of Life.